# Bwrhan Sahiuni
Bwrhan Sahiuni (arab برهان صهيوني; ur. 7 kwietnia 1986 w Idlib) – syryjski piłkarz, grający na pozycji obrońcy w klubie Al-Wahda.

## Kariera klubowa
Bwrhan Sahiuni rozpoczął swoją zawodową karierę w 2004 roku w klubie Omayya Idlib. Od 2006 roku jest zawodnikiem Al-Jaish Damaszek. Z Al-Jaish zdobył mistrzostwo Syrii w 2010. Następnie grał w irackich Duhok FC, Erbil SC i Al-Najaf FC oraz libańskim Al-Mabarrah. W 2016 przeszedł do Al-Wahda Damaszek. W 2016 został z nim mistrzem kraju

## Kariera reprezentacyjna
W reprezentacji Syrii Sahiuni zadebiutował 8 października 2007 w wygranym 3:0 meczu eliminacji do MŚ 2010 z Afganistanem. W 2011 został powołany na Puchar Azji.